# Episodi di Peline Story
Questa è la lista degli episodi dell'anime Peline Story.

## Lista episodi
| Nº | Titolo italiano Giapponese 「Kanji」 - Rōmaji | In onda           | In onda           |
| Nº | Titolo italiano Giapponese 「Kanji」 - Rōmaji | Giapponese        | Italiano          |
| 1  | Una fanciulla coraggiosa 「旅立ち」 - tabidachi | 1º gennaio 1978   | 1º settembre 1980 |
| 1  | Fine XIX secolo. Peline è una ragazzina di 13 anni che ha perso il padre Edmond cinque giorni prima. Lei e la madre Mary stanno facendo una tappa in Bosnia, con lo scopo di riuscire a raggiungere il nonno paterno a Maraucourt, come aveva detto Edmond prima di morire. Madre e figlia, insieme al loro cane Barone, proseguono quindi il viaggio su un carro trainato dall'asino Palikare. Percorsi alcuni chilometri, raggiungono un villaggio e, dopo aver cercato invano di fotografare la gente per racimolare soldi, si fermano a dormire in una locanda. Il giorno dopo Peline convince la madre a indossare un vestito indù per attirare l'attenzione dei cittadini e convincerli farsi fotografare. Il piano funziona e riescono a guadagnare soldi. |                   |                   |
| 2  | Una buona idea 「遠い道」 - tooi michi | 8 gennaio 1978    | 2 settembre 1980  |
| 2  | Peline e la madre riprendono a fare fotografie e, dopo essere riuscite ad accontentare una famiglia numerosa, continuano il viaggio per la Francia, dovendo altresì affrontare una pioggia a dirotto e l'infossamento di una ruota del carro. Fortunatamente il tutto si risolve per il meglio. |                   |                   |
| 3  | Un lieto evento 「お母さんのちから」 - okaasan no chikara | 15 gennaio 1978   | 3 settembre 1980  |
| 3  | Peline e la madre, giunte nei pressi di un fiume, si accampano per la notte. Il giorno dopo, durante il tramonto, raggiungono una fattoria isolata, alla quale chiedono ospitalità. Quella notte Elia, il proprietario della fattoria, convince Peline ad aiutare la moglie Milena a partorire, mentre lui conduce sul posto sua madre. Intanto Mary assiste Milena durante le doglie e la piccola nasce poco prima dell'arrivo di Elia. |                   |                   |
| 4  | Il conte ribelle 「泥だらけの伯爵」 - dorodarake no hakushaku | 22 gennaio 1978   | 4 settembre 1980  |
| 4  | Peline e sua madre sono arrivate in Croazia, tuttavia devono raggiungere il villaggio successivo entro sera, altrimenti potrebbero venire assalite dai lupi. Quella sera però, temendo di aver sbagliato strada, decidono di fermarsi nel bosco. In questo frangente si imbattono in un conte, che è ricercato dall'esercito per il fatto di essersi ribellato contro l'impero austriaco, affinché la Croazia ritorni a essere libera. Madre e figlia accompagnano quindi il conte al villaggio con il carro. Arrivate sul posto vengono fermate dai soldati, ma Peline riesce a depistarli, così il conte, per sdebitarsi, promette che darà loro una ricompensa. |                   |                   |
| 5  | Un ragazzo solo 「おじいさんと孫」 - ojiisan to mago | 29 gennaio 1978   | 5 settembre 1980  |
| 5  | Peline e la madre raggiungono un piccolo villaggio, il cui parroco spiega loro che, a causa di un'epidemia, si trovano in condizioni terribili e quindi decidono di proseguire il viaggio. Quella notte chiedono ospitalità a una casa lungo il percorso, dove vivono un bambino orfano, Vald, e suo nonno. La ragazza fa rapidamente amicizia con Vald e il giorno dopo nonno e nipote percorrono un pezzo di strada insieme a Peline e Mary. |                   |                   |
| 6  | Due madri 「二人の母」 - futari no haha | 5 febbraio 1978   | 6 settembre 1980  |
| 6  | Dopo una lunga salita, Peline e Mary raggiungono Trieste. Qui Peline viene condotta al comando di polizia, perché la signora Bontempelli crede che la ragazzina sia sua figlia e che si chiami Gina. L'equivoco viene risolto, così la signora Bontempelli rivela che Gina uscì sei anni prima durante un giorno di pioggia, ma non ebbe più sue notizie, e crede che sia stata rapita. Peline e Mary però devono lasciare Trieste e, prima di partire, la ragazzina regala alla signora Bontempelli una foto. |                   |                   |
| 7  | Il ragazzo del circo 「サーカスの少年」 - saakasu no shounen | 12 febbraio 1978  | 7 settembre 1980  |
| 7  | Peline e Mary incontrano due volte Marcel, un ragazzino che cerca di rubare. Quando le due continuano il viaggio, trovano di nuovo Marcel e gli danno da mangiare: infatti egli aveva tentato i furti per via della sua fame. Madre e figlia riprendono quindi il cammino insieme a Marcel, che rivela loro che vuole raggiungere altre città italiane per trovare i suoi genitori, che lavorano in un circo, e che era stato affidato alla zia, ma è scappato perché lei era molto severa e lo costringeva ad andare a scuola. Spiega altresì che, se dovesse fallire nel trovare i genitori in Italia, li troverà l'estate seguente a Parigi durante la rappresentazione a Montparnasse. Sentendo questo, Peline gli dice a sua volta lo scopo e la meta del suo viaggio. Quella sera i tre si fermano a dormire in una locanda, quindi continuano il cammino il giorno seguente. |                   |                   |
| 8  | L'asino è scomparso 「酔っぱらいロバ」 - yopparai roba | 19 febbraio 1978  | 8 settembre 1980  |
| 8  | Dopo aver insegnato a Barone alcuni giochetti, Marcel si accorge che l'asse posteriore del carro si è rotto. Mentre il carro è in riparazione da un fabbro, Marcel, Peline e Mary si imbattono in un matrimonio e lì scattano foto. Palikare intanto si ubriaca bevendo una botte di vino e se ne va. Il giorno dopo i tre cercano Palikare, che viene ritrovato da Barone. |                   |                   |
| 9  | Peline a Verona 「商売がたき」 - shoubai ga taki | 26 febbraio 1978  | 9 settembre 1980  |
| 9  | Dopo aver superato Verona, Peline, Mary e Marcel incontrano due fotografi ambulanti (come loro) e, mentre i due uomini cercano di scattare foto agli abitanti di un villaggio, il trio decide di continuare il viaggio fino al paese successivo. Quella notte i tre si fermano in una locanda, venendo raggiunti dai due fotografi di prima. Il giorno dopo Peline, Mary e Marcel, grazie a uno stratagemma, riescono ad attirare persone per le fotografie. |                   |                   |
| 10 | Un rivale pericoloso 「写真機どろぼう」 - shashinki dorobou | 5 marzo 1978      | 10 settembre 1980 |
| 10 | Peline ha una discussione accesa con uno dei due fotografi perché quest'ultimo crede che le sue foto siano le migliori, quando invece sono decisamente sfocate. Quella sera Mary, pur non rimproverando Peline, le fa capire che ha avuto un comportamento sbagliato. Intanto i due fotografi, per scattare immagini migliori, complottano di rubare la macchina fotografica a Mary, ma Marcel riesce a sventare il piano. Mary decide però di non chiamare i gendarmi e, per sdebitarsi, i due uomini decidono di fare una strada diversa da quella del trio. |                   |                   |
| 11 | Barone è forte 「バロンがんばる」 - baron ganbaru | 12 marzo 1978     | 11 settembre 1980 |
| 11 | Marcel si imbatte in un cerbiatto e ne vorrebbe fare un'attrazione per il circo, ma Mary lo convince a desistere. Il giorno dopo un cacciatore accusa Barone di avergli rubato un'anatra uccisa e Mary, Peline e Marcel di essere sulla loro proprietà. Fortunatamente si calma quando Mary gli scatta una foto. |                   |                   |
| 12 | Uno spettacolo speciale 「たった二人の観客」 - tatta futari no kankyaku | 19 marzo 1978     | 12 settembre 1980 |
| 12 | Peline, Mary e Marcel si fermano a dormire in una locanda, ma quest'ultimo se ne va, desideroso di incontrare i genitori. Il giorno dopo Marcel presenta a Peline e Mary i suoi genitori, che per ricompensa decidono di allestire uno spettacolo circense per loro. Subito dopo Marcel sta con i genitori mentre Mary e Peline continuano il viaggio. |                   |                   |
| 13 | Attraverso le Alpi 「アルプス越え」 - arupusu goe | 26 marzo 1978     | 13 settembre 1980 |
| 13 | Mentre Peline e Mary attraversano le Alpi sotto la pioggia, si fermano in un hotel. Qui Peline incontra Joseph, un ragazzino che lavora all'albergo, al quale Mary scatta una foto gratuitamente. Ripreso il cammino, Peline e la madre raggiungono la Svizzera attraverso il passo del Sempione e consegnano la foto alla famiglia di Joseph. Dopo alcune salite ripide, scende la nebbia e una ruota del carro si incaglia contro un sasso, ma fortunatamente il padre di Joseph arriva in loro aiuto. |                   |                   |
| 14 | Un bel paese 「美しい国で」 - utsukushii kuni de | 2 aprile 1978     | 14 settembre 1980 |
| 14 | Mary ha un malore, ma Peline la convince a riprendere il viaggio dopo aver appreso che la Francia dista una settimana di cammino. Durante una sosta Peline cerca di raccogliere delle margherite, ma finisce per cadere da un pendio e farsi male a un piede. Mentre Peline riposa nel carro con il piede fasciato, Mary cerca di raggiungere il paese seguente entro sera per far visitare la figlia da un dottore, ma sono costrette a trascorrere la notte nei boschi, con Peline peraltro febbricitante. Il giorno dopo madre e figlia arrivano in paese e, dopo che un dottore ha visitato Peline, Mary scatta foto agli abitanti. |                   |                   |
| 15 | La Francia, la Francia! 「フランス! フランス!」 - furansu! furansu! | 9 aprile 1978     | 15 settembre 1980 |
| 15 | Peline e Mary incontrano un uomo che, viaggiando in biciclo, si schianta contro il loro carro. In quel momento un gendarme vieta a Peline e Mary di fare fotografie in paese, così decidono di proseguire. Dopo essere sfuggite da un branco di lupi, arrivano finalmente in Francia. Tuttavia Mary sta male. |                   |                   |
| 16 | La mamma è decisa 「お母さんの決意」 - okaasan no ketsui | 16 aprile 1978    | 16 settembre 1980 |
| 16 | Mary sta ancora male, così Peline cerca di scattare le foto al posto della madre, ma la gente non si fida di lei. A peggiorare la situazione non hanno abbastanza soldi per pagare il conto della locanda. Per risolvere il problema, Mary decide di vendere il suo anello. |                   |                   |
| 17 | Un alloggio a Parigi 「パリの宿」 - pari no yado | 23 aprile 1978    | 17 settembre 1980 |
| 17 | In coda ai controlli per entrare a Parigi, Marcel incontra Peline e consiglia di far vedere Mary da un medico e di fermarsi a dormire presso il vecchio Simon. Quella sera Peline propone alla madre di scrivere al nonno una lettera, ma lei non vuole. |                   |                   |
| 18 | Il vecchio Simon 「シモンじいさん」 - shimon jiisan | 30 aprile 1978    | 18 settembre 1980 |
| 18 | Il vecchio Simon consiglia a Peline di far visitare Mary presso il dottor Sandoriet. Peline informa il dottore della situazione, il quale, dopo aver visitato Mary nel suo carro, le consiglia di farsi ricoverare in ospedale o quanto meno di affittare una stanza. Per avere i soldi necessari, Peline e Mary sono costrette a vendere a Simon il carro e l'attrezzatura fotografica (incluso l'abito indù). |                   |                   |
| 19 | Fra la gente di Parigi 「パリの下町っ子」 - pari no shitamachi ko | 7 maggio 1978     | 19 settembre 1980 |
| 19 | Mary sta ancora male e Peline le offre la zuppa del signor Gaston. Dopo aver discusso con Simon, Peline riceve la visita di Marcel. |                   |                   |
| 20 | Addio, Palikare 「パリカールとの別れ」 - parikaaru tono wakare | 14 maggio 1978    | 20 settembre 1980 |
| 20 | Avendo ancora finito i soldi, Peline si reca con Simon alla fiera del bestiame per vendere Palikare, ma il tutto si rivela più arduo del previsto, perché l'asino non vuole separarsi dalla padroncina. Dopo essere riuscita a venderlo alla signora La Lecli, Peline torna alla locanda triste e Mary decide che partiranno il giorno dopo in treno. |                   |                   |
| 21 | Le ultime parole 「最後の言葉」 - saigo no kotoba | 21 maggio 1978    | 21 settembre 1980 |
| 21 | Al momento di partire Mary sta ancora male, così Peline decide di rimandare la partenza. Dopo essere stata visitata dal dottore, Mary peggiora in salute e, ormai morente, dà a Peline il certificato di matrimonio, da mostrare al nonno come prova della parentela. Inoltre Mary rivela alla figlia che Edmond e suo padre per oltre 15 anni non si vollero più vedere perché il nonno era contrario al matrimonio tra Edmond e Mary. |                   |                   |
| 22 | Una persona indimenticabile 「忘れられない人々」 - wasurerarenai hitobito | 28 maggio 1978    | 22 settembre 1980 |
| 22 | Dopo il funerale di Mary, Marcel accompagna Peline e Barone alla Gare du Nord. Non avendo abbastanza soldi, Peline è costretta a prendere il biglietto per La Chapelle (anziché per Maraucourt), dopodiché lei e Barone salgono sul treno per proseguire il viaggio, mentre i due ragazzi sperano di incontrarsi di nuovo. |                   |                   |
| 23 | Viaggio da sola 「ひとりぽっちの旅」 - hitoribocchi no tabi | 4 giugno 1978     | 23 settembre 1980 |
| 23 | Arrivata a La Chapelle, Peline continua il viaggio con Barone. Dopo essere stata truffata da una panettiera, si ferma a dormire in una baracca in un campo di cocomeri, ma viene scoperta da due contadini che stanno cercando dei ladri. Essi poco dopo arrivano sul posto, ma Barone riesce a farli scappare. Il giorno dopo i contadini accompagnano Peline alla panetteria del giorno prima e fanno in modo che la proprietaria restituisca il soldo alla ragazzina, dopodiché percorrono un pezzo di strada con lei. |                   |                   |
| 24 | L'arcobaleno 「美しい虹」 - utsukushii niji | 11 giugno 1978    | 24 settembre 1980 |
| 24 | Inseguendo un coniglio Barone causa dei danni all'interno di una serra, facendo infuriare il proprietario, che intende uccidere il cane. Peline riesce però a convincerlo a desistere e, dopo avergli pagato i danni, gli spiega la sua situazione, così il contadino le regala dei fiori, che la ragazzina vende per guadagnare denaro. Il giorno dopo Peline e Barone hanno finito l'acqua: cercando di prenderla da un pozzo di un'abitazione vengono allontanati da un cane feroce. Peline sviene per il caldo finché non piove, potendo finalmente prendere l'acqua e, finita la pioggia, ammirare l'arcobaleno. |                   |                   |
| 25 | Mio caro Palikare 「パリカール! 私のパリカール!」 - parikaaru! watashi no parikaaru! | 18 giugno 1978    | 25 settembre 1980 |
| 25 | Dopo essere rimasta senza soldi, Peline è costretta a rifugiarsi in una capanna per via di un temporale. Il giorno dopo rimane senza cibo e denaro, indebolendosi e accasciandosi a terra. Barone cerca di chiamare altra gente, ma tutti fraintendono e lo scacciano. Poi incontra Palikare e, abbaiando, attira la sua attenzione e quella della signora La Lecli. Tramite il carro trainato da Palikare, la donna porta Peline da un medico. |                   |                   |
| 26 | Peline in ospedale 「親切なルクリおばさん」 - shinsetsu na rukuri obasan | 25 giugno 1978    | 26 settembre 1980 |
| 26 | Peline si risveglia in ospedale, essendo svenuta. Dopo essersi ripresa ricambia il favore alla signora La Lecli aiutandola nel suo lavoro di rivendita di pelli di coniglio, stracci e rottami per poi portarli in una fabbrica vicino a Maraucourt. Dopo aver riposato in un fienile, la donna e la ragazzina riprendono il cammino. |                   |                   |
| 27 | Il volto gelido 「おじいさんの冷い顔」 - ojiisanno hii kao | 2 luglio 1978     | 27 settembre 1980 |
| 27 | Vicino a Maraucourt Peline incontra Rosalie, una ragazzina che sta portando un cesto pieno di patate, e si offre di aiutarla. Rosalie le spiega che il signor Paindavoine, ossia il nonno di Peline, è il proprietario nonché il presidente del cotonificio di Maraucourt – nel quale anche lei lavora – e che egli è talmente severo che nessun lavoratore ha il coraggio di opporsi alle sue decisioni. Arrivata alla villa Paindavoine, Peline ha paura del nonno e decide di andare da Rosalie e sua nonna Francoise, dove si presenta con il nome di Aulerie. Dopo aver appreso che il signor Paindavoine è cieco, Peline viene ospitata per quella notte da Rosalie. |                   |                   |
| 28 | La fabbrica del nonno 「パンダボアヌ工場」 - pandaboanu koujou | 9 luglio 1978     | 29 settembre 1980 |
| 28 | Peline riesce a farsi assumere al cotonificio del signor Paindavoine come operaia carrellista. Presto si stanca, ma fortunatamente arriva la pausa pranzo, dove mangia insieme a Rosalie e l'ingegner Fabry racconta l'inizio de I miserabili di Victor Hugo. Quella notte Peline va a dormire in una pensione economica, ma dovendo tenere legato Barone (e dopo essere stata giudicata dalle altre operaie) decide di andare a dormire in un bosco. |                   |                   |
| 29 | Al di là dello stagno 「池のほとりの小屋」 - ike nohotorino koya | 16 luglio 1978    | 4 ottobre 1980    |
| 29 | Peline scopre un padiglione di caccia vicino a uno stagno e decide di farne il suo nuovo alloggio. Quel mattino stesso, durante l'orario di lavoro, Rosalie si infortuna e Peline la accompagna nell'ufficio del direttore, il signor Tarel, il quale però la tratta meschinamente. Il signor Paindavoine allora fa accompagnare Rosalie a casa sua da Peline, affinché un dottore la visiti. Tornata al padiglione, Peline incontra Paul, il fratello minore di Rosalie, e gli dice di non parlare con la sorella del suo nuovo alloggio. |                   |                   |
| 30 | L'amica di Peline 「自分の力で」 - jibun no chikara de | 23 luglio 1978    | 5 ottobre 1980    |
| 30 | Mentre Peline sistema la baracca, suona la sirena del cotonificio e la ragazza deve andare a lavorare, scoprendo che Rosalie ha la febbre, e rompendosi una scarpa. Quella sera Peline cerca di riparare la calzatura rotta, ma al sorgere del Sole non ha ancora finito ed è costretta a tornare al lavoro con la scarpa rattoppata. Poi decide di fabbricarsi un paio di scarpe, riuscendovi quella sera. Dopo aver raccontato a Rosalie dove vive, Peline va a ritirare la paga, con cui compra del cotone. |                   |                   |
| 31 | Peline pesca 「お客様を迎えて」 - o kyakusama wo mukae te | 30 luglio 1978    | 6 ottobre 1980    |
| 31 | Peline si fabbrica una canna da pesca, con l'intento di prendere i pesci dello stagno. Inizialmente non ha molto successo, ma poi potenziando la canna da pesca riesce a prendere pesci più grandi. Poi Peline si fabbrica delle posate e una pentola, e invita Rosalie a pranzo nella sua baracca, a cui Paul si auto-invita. Mentre i ragazzi pranzano, vedono l'ingegner Fabry che è caduto nello stagno; una volta uscito decidono di offrirgli della minestra. |                   |                   |
| 32 | La signora La Lecli 「名前の秘密」 - namae no himitsu | 6 agosto 1978     | 7 ottobre 1980    |
| 32 | Mentre prepara la marmellata di uva spina, Peline riceve un invito a pranzo da parte di Rosalie, a cui è guarito il braccio. In quel frangente l'ingegner Fabry spiega che il signor Bendict, ossia il traduttore del cotonificio, è gravemente malato e deve essere portato in ospedale con una carrozza, ma c'è bisogno di un cocchiere. Peline si offre di svolgere il compito, nonostante il parere contrario dell'ingegnere e di Cesare, il padre di Rosalie. Mentre il signor Bendict e l'ingegner Fabry sono nell'ospedale, Peline incontra Palikare e la signora La Lecli, che la chiama con il vero nome, facendo scoprire la verità all'ingegnere. Poi quella sera, mentre mangia una bistecca con Rosalie, Peline si mette a piangere, commossa dall'ospitalità. |                   |                   |
| 33 | Il cugino di Peline 「テオドールの財布」 - teodoru no saifu | 13 agosto 1978    | 8 ottobre 1980    |
| 33 | Nel cotonificio alcuni filatoi danno problemi e il signor Theodore, figlio della sorella maggiore del signor Paindavoine, li ispeziona, ma finisce per perdere il portafogli, che viene trovato da Barone. Theodore intende far perquisire le operaie a Peline, ma lei rifiuta e anche il presidente della fabbrica impone di non perquisire le lavoratrici. Quella sera l'ingegner Fabry va a trovare Peline e le regala una lampada a combustibile e I miserabili. La ragazza lo invita a cena e mentre mangiano, dopo alcune insistenze, Peline racconta la sua storia all'ingegnere che le consiglia di tornare dal nonno, perché in inverno si ritroverà senza casa, dato che la baracca in cui vive è un padiglione di caccia. Quando escono dalla baracca, Peline e Fabry trovano il portafogli di Theodore e glielo riportano. Nel frattempo il nonno di Peline è depresso perché si sente solo; il maggiordomo gli chiede se vuole invitare Theodore, ma il vecchio è contrario: vorrebbe piuttosto re-incontrare il figlio Edmond. |                   |                   |
| 34 | Un giorno indimenticabile 「忘れられない一日」 - wasure rarenai tsuitachi | 20 agosto 1978    | 9 ottobre 1980    |
| 34 | Durante il lavoro, Peline viene convocata nell'ufficio del signor Tarel, che le spiega che non lavorerà più come addetta ai carrelli, ma dovrà recarsi a casa del signor Paindavoine. Raggiunta la villa, la ragazza scopre che il suo nuovo lavoro è quello di interprete: infatti sta per essere ultimato un nuovo stabilimento e, per lo svolgimento dei lavori, sono arrivati dei tecnici inglesi. Peline funge da traduttrice tra i tecnici e il nonno. |                   |                   |
| 35 | La lettera in inglese 「英語の手紙」 - eigo no tegami | 27 agosto 1978    | 10 ottobre 1980   |
| 35 | Dopo aver fatto colazione da Rosalie, Peline va a lavorare, ma viene convocata nell'ufficio del signor Tarel, il quale le impone di riferire tutto quello che le dice il signor Paindavoine. In quel momento entra nell'ufficio il cocchiere Guillaume, che spiega che sono arrivate delle lettere in inglese e ha bisogno di Peline per tradurle. Peline e Guillaume raggiungono quindi il signor Paindavoine e la ragazza traduce le lettere e un articolo di giornale al nonno, per poi riferire tutto suo malgrado al signor Tarel. Quella sera Peline scopre da Rosalie che il signor Paindavoine desidera che il figlio Edmond ritorni per diventare il nuovo presidente della fabbrica; tuttavia il nipote Theodore e il direttore no: entrambi infatti sono bramosi di succedere al vecchio come presidenti dello stabilimento e farebbero andare a rotoli l'azienda. Sentendo ciò Peline è disperata e si mette a guardare il nulla.                                                                                                |                   |                   |
| 36 | Invito a pranzo 「よろこびと不安」 - yorokobito fuan | 3 settembre 1978  | 12 ottobre 1980   |
| 36 | L'ingegner Fabry è appena tornato dall'Inghilterra e invita Peline a casa sua per pranzo. La ragazza è contenta e il signor Paindavoine la assume come segretaria. Qui Peline racconta al nonno come ha raggiunto Maraucourt e lo accompagna in carrozza fino alla fabbrica. Inoltre il signor Paindavoine licenza Guillaume, in quanto ubriaco; ciò induce Peline a non rivelare la vera identità al nonno ancora per un po'. |                   |                   |
| 37 | Ritorno alla fabbrica 「おじいさんの大きな手」 - ojiisanno ooki na te | 10 settembre 1978 | 13 ottobre 1980   |
| 37 | È autunno inoltrato e i tecnici inglesi sono partiti. Il signor Paindavoine manda quindi Peline a lavorare come sua segretaria, dove lei riesce a conquistarsi la simpatia del nonno, che inoltre le dà un buono per un vestito. |                   |                   |
| 38 | Un bel vestito 「すてきなワンピース」 - sutekina wanpisu | 17 settembre 1978 | 14 ottobre 1980   |
| 38 | Rosalie accompagna Peline in una pensione gestita da suo zio per affittare una stanza economica e poi a prendere un vestito con il buono datole dal signor Paindavoine. Quella notte Peline non riesce a prendere sonno e va a dormire nel padiglione di caccia. Il giorno dopo, mentre lavora come segretaria, la ragazza viene convocata nell'ufficio del signor Paindavoine, dove gli racconta della vita che faceva nel padiglione. |                   |                   |
| 39 | Una lettera dall'India 「インドからきた手紙」 - indo karakita tegami | 24 settembre 1978 | 15 ottobre 1980   |
| 39 | Paul costruisce una cuccia per Barone. Più tardi al signor Paindavoine arriva una lettera dall'India scritta in inglese, così chiama Peline per tradurla. La lettera parla del fatto che Edmond si sia sposato in India con Mary e che i due coniugi con la figlia Peline decenne partirono per Dagir. Peline piange e, dopo che Theodore e Tarel cercano invano di scoprire il contenuto, va a tradurre la lettera al nonno, che afferma di non accettare Mary come sua nuora. L'anziano uomo spiega inoltre che aspetta il giorno in cui Edmond ritornerà, per avere qualcuno a cui affidare il cotonificio senza preoccupazioni. |                   |                   |
| 40 | Povero Barone! 「バロンの災難」 - baron no sainan | 1º ottobre 1978   | 16 ottobre 1980   |
| 40 | Mentre Peline ripensa alla madre defunta, l'ingegner Fabry sospetta che Peline sia imparentata con il signor Paindavoine. La ragazza decide poi di andare a rivedere il padiglione di caccia, all'interno del quale Theodore e Tarel discutono su chi succederà al signor Paindavoine come presidente del cotonificio. Poco dopo Theodore spara a Barone, ferendolo: Peline, Rosalie e Fabry lo portano dal medico, che lo opera, salvandogli la vita. |                   |                   |
| 41 | Una casa come un castello 「お城のような家」 - o shiro noyouna ie | 8 ottobre 1978    | 17 ottobre 1980   |
| 41 | Per accudire Barone, Peline sta sveglia tutta la notte e arriva al lavoro in ritardo. Dopo aver spiegato l'accaduto al signor Paindavoine, questi le ordina di preparare un telegramma da spedire in India, con l'intento di avere notizie del figlio perduto, e di non rivelare a nessuno il suo contenuto. Mentre Peline va a spedirlo, viene intercettata da Tarel, che riesce a impossessarsi del telegramma, ma non lo capisce perché è in inglese e minaccia di licenziarla qualora non glielo traduca in seguito. Il signor Paindavoine decide pertanto di far vivere Peline a casa sua, insieme a Barone. |                   |                   |
| 42 | La tristezza di Rosalie 「ロザリーの悲しみ」 - rozari no kanashimi | 15 ottobre 1978   | 18 ottobre 1980   |
| 42 | Rosalie discute con l'ingegner Fabry del fatto che Peline si stia allontanando sempre di più da lei, specialmente ora che vive a casa del signor Paindavoine. Nel frattempo Peline cena insieme al nonno, dopodiché si mette a piangere alla vista del ritratto di Edmond. Il giorno dopo, mentre Theodore e Tarel discutono del fatto che il signor Paindavoine si fidi di Peline al punto da farla vivere a casa sua, Rosalie è triste per la perdita di Peline. Fortunatamente quest'ultima riesce a ritagliarsi un attimo di tempo per spiegare all'amica che, a causa del suo nuovo lavoro, non ha un attimo di tempo libero. |                   |                   |
| 43 | La domenica di Peline 「日曜日。ペリーヌは…」 - nichiyoubi . perinu ha ... | 22 ottobre 1978   | 19 ottobre 1980   |
| 43 | Con il permesso del nonno, Peline va a fare un picnic con Rosalie e l'ingegner Fabry. Nel frattempo l'avvocato Philip si reca a casa del signor Paindavoine per informarlo che Edmond non si trova in India, ma probabilmente da qualche parte in Europa. Gli suggerisce pertanto di pubblicare l'annuncio nei principali quotidiani europei e di offrire una ricompensa a chiunque fornisca notizie su Edmond. |                   |                   |
| 44 | Una cattiva signora 「いじわるな婦人」 - ijiwaruna fujin | 29 ottobre 1978   | 20 ottobre 1980   |
| 44 | Mentre il signor Paindavoine continua nelle ricerche di Edmond, riceve un telegramma che annuncia l'arrivo della signora Bretennou, la sorella del nonno di Peline, nonché madre di Theodore, chiamata proprio da quest'ultimo. Durante la cena, la signora Bretennou scredita Peline davanti a tutti, finché non arriva una lettera per il signor Paindavoine, che chiede a Peline di tradurla. La lettera dice che Edmond a marzo si trovava in Bosnia e che sarebbe vivo: mentre la signora Bretennou è contenta, Tarel e Theodore non lo sono; Peline invece, che sa che suo padre è morto, è disperata. |                   |                   |
| 45 | Notizie dalla Bosnia 「ボスニアからの知らせ」 - bosunia karano shirase | 5 novembre 1978   | 21 ottobre 1980   |
| 45 | La notizia sul fatto che Edmond sia vivo si diffonde velocemente in tutta Maraucourt. Mentre il nonno e sua sorella discutono del matrimonio di Edmond, Peline si sente male e va in camera. Il giorno dopo arriva l'avvocato Philip, che rivela al signor Paindavoine che Edmond è morto e lui e Peline scoppiano a piangere. Poi il signor Paindavoine dà la brutta notizia a Theodore e Tarel e ordina loro di far sospendere tutte le attività in fabbrica. |                   |                   |
| 46 | Il nonno è triste 「ビルフランの悲しみ」 - birufuran no kanashimi | 12 novembre 1978  | 22 ottobre 1980   |
| 46 | Il signor Paindavoine è talmente triste per la morte del figlio che non vuole cenare. Il giorno dopo si tiene una cerimonia religiosa in onore di Edmond e, al termine di essa, Peline chiede all'ingegner Fabry perché molti operai non hanno partecipato; quest'ultimo allora le spiega che i lavoratori non mostrano alcuna gratitudine nel signor Paindavoine: egli è onesto, ma non ha a cuore il benessere dei suoi sottoposti. Quella sera il signor Paindavoine è ancora depresso: malgrado minacci di licenziare Peline qualora si avvicini a lui, lei va a consolarlo. Il giorno dopo il signor Paindavoine si reca in fabbrica, ma sviene: Peline quindi, con la carrozza, va a chiamare il dottore. |                   |                   |
| 47 | Chi è Aulerie? 「オーレリィの顔」 - orerii no kao | 19 novembre 1978  | 23 ottobre 1980   |
| 47 | Il signor Paindavoine sta ancora male, così affida temporaneamente il ruolo di presidente al signor Tarel. Quella notte il nonno sogna Edmond da bambino che poi si trasforma in Peline e, dopo aver detto alla nipote che avrebbe voluto vedere il suo volto, lei lo convince a farsi operare agli occhi. Francoise, che è stata la balia di Edmond, fa visita al signor Paindavoine e gli spiega che Peline assomiglia a Edmond quando era bambino. Sentendo ciò il vecchio fa mandare un telegramma all'avvocato Philip per fargli eseguire delle indagini per rintracciare la moglie e la figlia di Edmond. |                   |                   |
| 48 | L'incendio 「火事」 - kaji | 26 novembre 1978  | 24 ottobre 1980   |
| 48 | Il signor Paindavoine ritorna a lavorare, nonostante inizi a sospettare la verità su Peline. Successivamente un incendio distrugge la casa di un'anziana signora che bada ai bambini delle madri lavoratrici e uccide i piccoli. Il giorno dopo si terrà il funerale per i bambini, ma il signor Paindavoine non intende partecipare, siccome quasi nessuno si è presentato alla messa per Edmond. Peline allora gli spiega che il motivo dell'assenza dei lavoratori è che lui non ha alcuna riconoscenza nei loro confronti. |                   |                   |
| 49 | Lacrime di felicità 「幸せの涙が流れる時」 - shiawase no namida ga nagare ru toki | 3 dicembre 1978   | 25 ottobre 1980   |
| 49 | A causa dei bambini morti nell'incendio, il signor Paindavoine decide che costruirà un asilo nido. Quella sera Peline conduce il nonno alla pensione in cui dormono le operaie e gli fa notare l'insalubrità dell'ambiente. Durante una riunione aziendale, il signor Paindavoine dichiara che farà costruire un asilo nido e degli alloggi più confortevoli per i lavoratori. Il giorno dopo arriva l'avvocato Philip che rivela al signor Paindavoine che Peline è sua nipote: la ragazzina può quindi abbracciare il nonno come sua nipote. |                   |                   |
| 50 | La prima neve dell'anno 「初雪の降った日」 - hatsuyuki no futta nichi | 10 dicembre 1978  | 26 ottobre 1980   |
| 50 | Mentre nevica, il signor Paindavoine decide di farsi perdonare per come ha trattato Peline. Nel frattempo Tarel e Theodore sono arrabbiati per il fatto che, a causa di Peline, non potranno mai succedere al vecchio come presidenti. Nonno e nipote vanno quindi nella locanda di Rosalie, dove trovano lei, Cesare e Francoise; dopo che il vecchio ha spiegato loro chi è in realtà Peline, arriva anche l'ingegner Fabry e tutti brindano. |                   |                   |
| 51 | Gli occhi del nonno 「おじいさんの目」 - ojiisanno me | 17 dicembre 1978  | 27 ottobre 1980   |
| 51 | Un gruppo di muratori costruisce l'asilo nido per i figli delle operaie. Nel frattempo il nonno decide di farsi operare agli occhi, in modo da poter vedere Peline, nonostante sia un'operazione rischiosa. L'operazione ha successo e il nonno potrà vedere Peline tra una settimana (ha gli occhi bendati). |                   |                   |
| 52 | Un Natale indimenticabile 「忘れられないクリスマス」 - wasure rarenai kurisumasu | 24 dicembre 1978  | 28 ottobre 1980   |
| 52 | È la vigilia di Natale. Mentre il signor Paindavoine ha gli occhi ancora bendati, fa consegnare a Peline dei regali per la famiglia di Rosalie. Quella sera l'ingegner Fabry è invitato per cena a casa del signor Paindavoine. Il giorno dopo i medici tolgono temporaneamente le bende al nonno: sebbene egli ci veda sfocato, riesce a vedere il volto di Peline, che era esattamente come se l'era immaginato. Il nonno spiega inoltre che se non fosse stato cieco avrebbe riconosciuto subito la vera identità di Peline. |                   |                   |
| 53 | Ritorna la primavera 「春の訪れ」 - haru no otozure | 31 dicembre 1978  | 29 ottobre 1980   |
| 53 | Si avvicina la primavera e il nonno finalmente riesce a vedere senza problemi, ma non può ancora uscire di casa. Viene inaugurato l'asilo nido e Peline è incaricata a pronunciare il discorso. Successivamente vengono fatti costruire anche dei nuovi alloggi per le operaie e un ospedale. Quando il signor Paindavoine può uscire, decide di fare alla nipote una sorpresa: le fa trovare fuori casa Palikare, che la signora La Lecli ha rivenduto. Peline e Palikare sono felicissimi di rivedersi. Più tardi Peline e il nonno vanno a visitare l'asilo nido, il cantiere dei nuovi alloggi e il circo di Marcel, dove incontrano quest'ultimo. Infine Peline, che è finalmente felice, e il nonno, che riconosce finalmente la bravura di Mary, si mettono a ballare. |                   |                   |